# Lubb ibn Muhámmad ibn Lubb
Lubb ibn Muḥammad ibn Lubb ibn Mūsà al-Qasawī ibn Mūsà ibn Furtūn ibn Qāsī ibn Furtūn (en árabe: لب بن محمد بن لب بن موسى القسوي بن موسى بن فرتون بن قاسي بن فرتون‎) (f. 907) fue un noble andalusí, figura prominente de la Marca Superior (aṯ-Ṯaḡr al-Aʿlà) y valí de Tutila y Lārida (890-908).

## Biografía
Era miembro de la familia de los Banū Qasī, hijo de Muhámmad ibn Lubb, valí de Saraqusta y Lārida. A finales del siglo IX, realizó varias incursiones en los condados catalanes de Pallars y Barcelona. El año 897 atacó la ciudad de Barcelona, aunque no logró conquistarla. A causa de ello entabló combate con el conde Wifredo el Velloso en las inmediaciones de Navés, resultando herido de muerte el conde barcelonés.
Posteriormente se apropió de Tudela y Tarazona, realizó incursiones en Álava y conquistó Toledo, hasta que fue destituido por el valí de Huesca, Muḥammad al-Ṭawīl. Durante su gobierno fortificó la suda de Balaguer (898), y construyó la aljama de Lérida (actual claustro de la catedral).